# Liste der Monuments historiques in Planty
Die Liste der Monuments historiques in Planty führt die Monuments historiques in der französischen Gemeinde Planty auf.

## Liste der Objekte
| Bezeichnung                      | Beschreibung                                           | Standort                              | Kennzeichnung | Schutzstatus | Datum | Bild |
| -------------------------------- | ------------------------------------------------------ | ------------------------------------- | ------------- | ------------ | ----- | ---- |
| Skulptur Heiliger Felix von Nola | Holz, einfarbig gefasst und vergoldet, 15. Jahrhundert | in der Kirche St-Félix-de-Nole (Lage) | PM10001521    | Classé       | 1913  |      |
| Skulptur Madonna mit Kind        | Kalkstein, 16. Jahrhundert; Verbleib unbekannt         | in der Kirche St-Félix-de-Nole (Lage) | PM10001522    | Classé       | 1913  |      |